# Johann Christoph Oley
Johann Christoph Oley (* 1. Juni 1738 in Bernburg (Saale); † 20. Januar 1789 in Aschersleben) war ein deutscher Komponist und Organist der frühen Klassik.

## Leben und Wirken
Über die frühe Zeit und die Ausbildung von Johann Christoph Oley sind keine Informationen überliefert. Bekannt ist nur, dass sein Vater Joachim Ernst Oley ein Schiefer- und Ziegeldecker war. In seiner Heimatstadt Bernburg bekam Johann Christoph im Jahr 1755 die Stelle des Organisten. Wegen der bedeutenderen Orgel im nahe gelegenen Ort Aschersleben wechselte er im Januar 1762 an die dortige Kirche St. Stephan. Um sein Gehalt aufzubessern, übernahm er auch an der dortigen reformierten Gemeinde als Collega II die Pflichten eines Assistenz-Lehrers. In der Stellung an St. Stephan blieb er bis an sein Lebensende.
Entgegen früheren Annahmen ist es sehr unwahrscheinlich, dass Oley Bach begegnet sein könnte, noch viel weniger, dass er dessen Schüler gewesen ist; es ist aber anzunehmen, dass er Kontakte zum Leipziger Umfeld des großen Komponisten hatte. Er steht im Interesse der Bach-Forschung, weil er Orgel- und Klavierwerke Bachs kopiert hat, und außerdem, weil er Bach-Abschriften und -Drucke gesammelt hat.

## Bedeutung
Johann Christoph Oley, der über 70 Choralbearbeitungen für Orgel schuf, gehört zu den mitteldeutschen Komponisten dieser Gattung. Außerdem gibt es von ihm mehrere Kompositionen für Orgel und weitere Instrumente, wie Flöte, Oboe, Fagott und andere. Sie lassen erkennen, dass der Komponist die Kontrapunktik Bachs als Vorbild hatte; er zeigt in seinen Werken auch Elemente des empfindsamen Stils. Von Zeitgenossen wird die Kunst Oleys auf Klavier und Orgel gerühmt. Der Komponist Johann Adam Hiller attestierte ihm allerdings in seinen Werken „harmonische Nachläßigkeiten“ und fand, dass sie das „Kirchenmäßige und Orgelmäßige“ vermissen lassen. Andererseits lobte er in Oleys Choralvorspielen die „Gründlichkeit, Annehmlichkeit und Mannichfaltigkeit in der Behandlung“ (Vorwort zu Band 3 der Variierten Choräle, 1791). Die Orgelwerke erinnerten den Komponisten und Bach-Schüler Johann Friedrich Agricola an den Glanz einer früheren Zeit. Oley hatte auch eine der vier vorhandenen Abschriften von Bachs Schübler-Chorälen in seinem Besitz.

## Werke
- 14 Veränderungen über eine Polonaise auf das Clavier, Nürnberg [um 1767]
- Variierte Choräle für die Orgel, Teile 1–4 (Teil 3 mit einer Vorrede von Johann Adam Hiller), Quedlinburg 1773 und folgende (Digitalisat des ersten Teils bei der Universitäts- und Landesbibliothek Bonn, Digitalisat des zweiten Teils bei der Universitäts- und Landesbibliothek Bonn, Digitalisat des zweiten Teils bei den Digitalen Sammlungen der Staatsbibliothek zu Berlin - Preußischer Kulturbesitz, Berlin)
- Variation und Sonate für Klavier (verschollen).

## Ausgaben (Auswahl)
- Four Choral Preludes, hrsg. von W. Emery, London 1958 (= Early Organ Music Nr. 2)
- 11 Choral Preludes, hrsg. von Edward Power-Biggs, Dayton/Ohio [1974]
- Wunderbarer König. Choralbearbeitung für Oboe (Trompete) und Orgel, hrsg. von Franz Haselböck, Stuttgart [1976]
- 2 Kirchenliedbearbeitungen für Bläserensemble und Orgel, hrsg. von Franz Haselböck, Stuttgart [1976]
- Choralvorspiele für Orgel, hrsg. von Ewald Kooiman, Loosdrecht [1997] (= Incognito organo Nr. 47)
- Sämtliche Choralvorspiele für Orgel, 2 Bände, hrsg. von G. Wagner und A. Sieling, Stuttgart 2002.